# Juncus nodosus
Juncus nodosus là một loài thực vật có hoa trong họ Juncaceae. Loài này được L. mô tả khoa học đầu tiên năm 1762.

## Hình ảnh

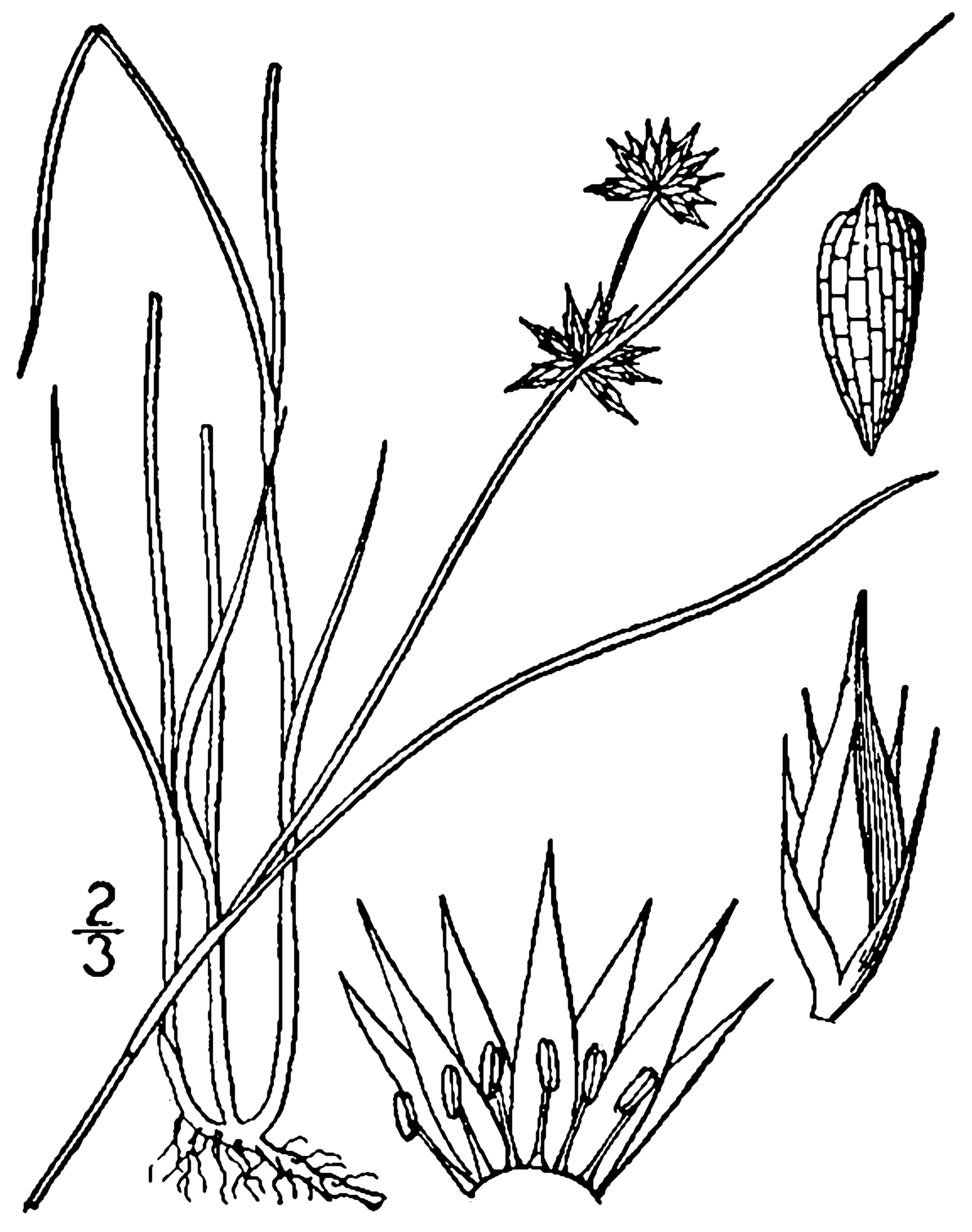
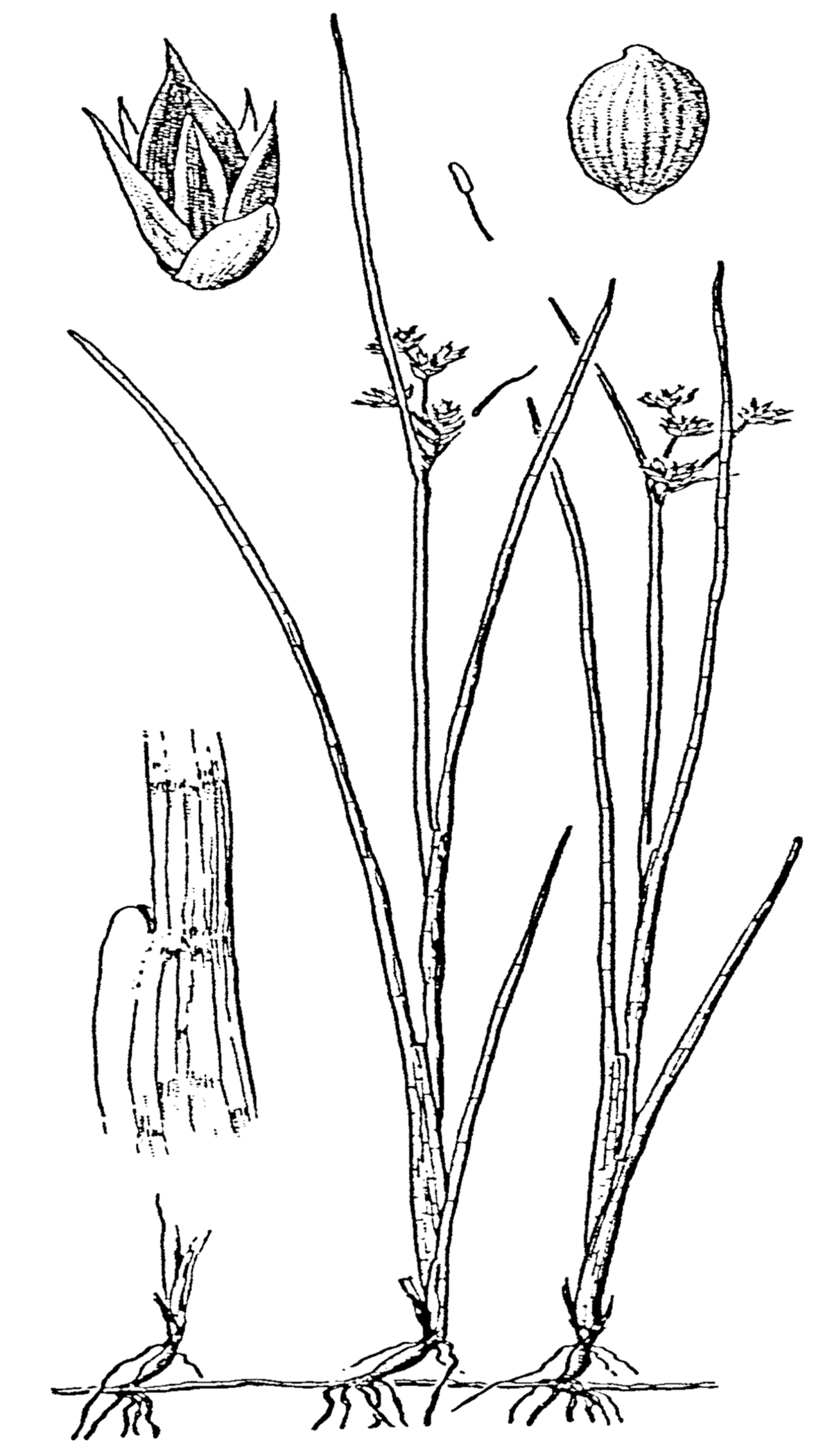
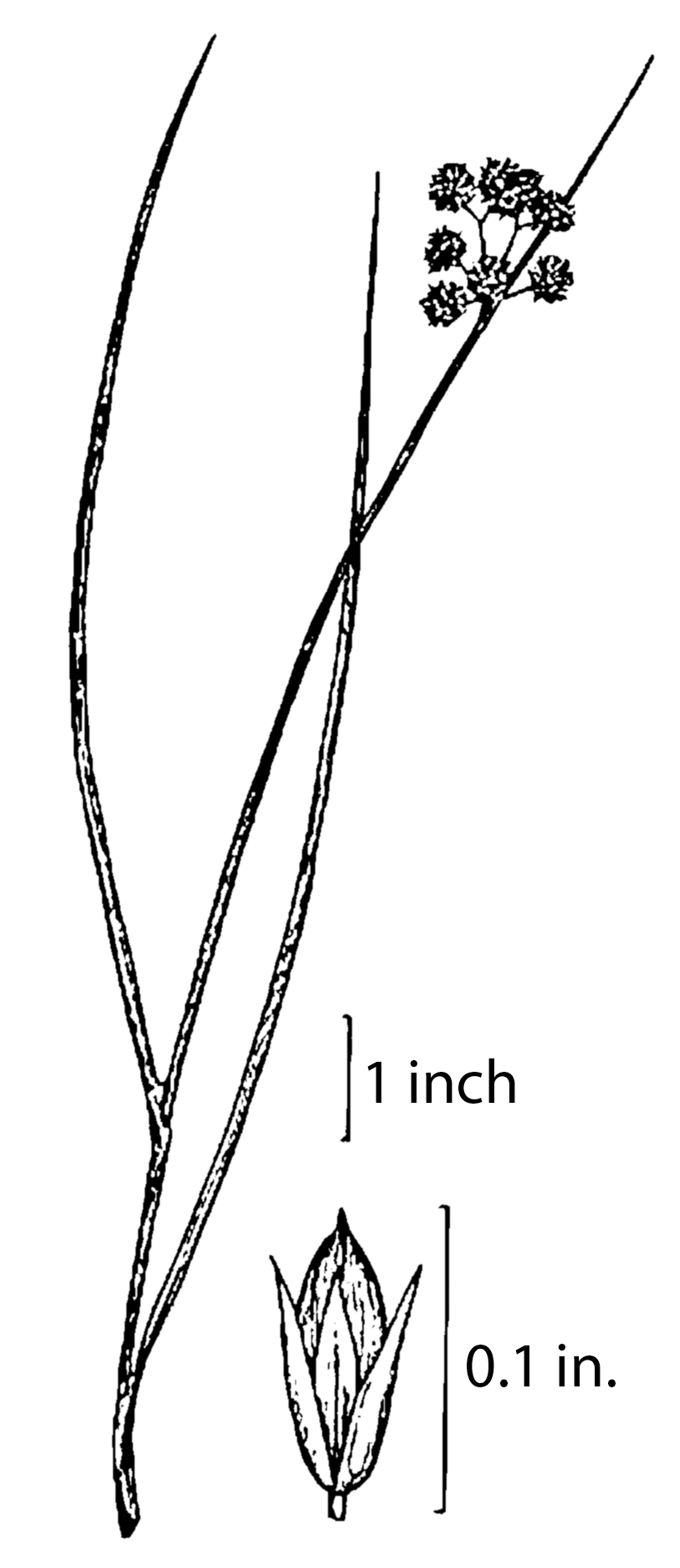